# Aleksandar Trajkovski
Aleksandar Trajkovski (makedonska: Александар Трајковски), född 5 september 1992, är en makedonsk fotbollsspelare som spelar för saudiska Al-Fayha. Han representerar även Nordmakedoniens landslag.
2015 blev han vald till årets spelare i Nordmakedonien.